# Ahmed-Bey-Moschee

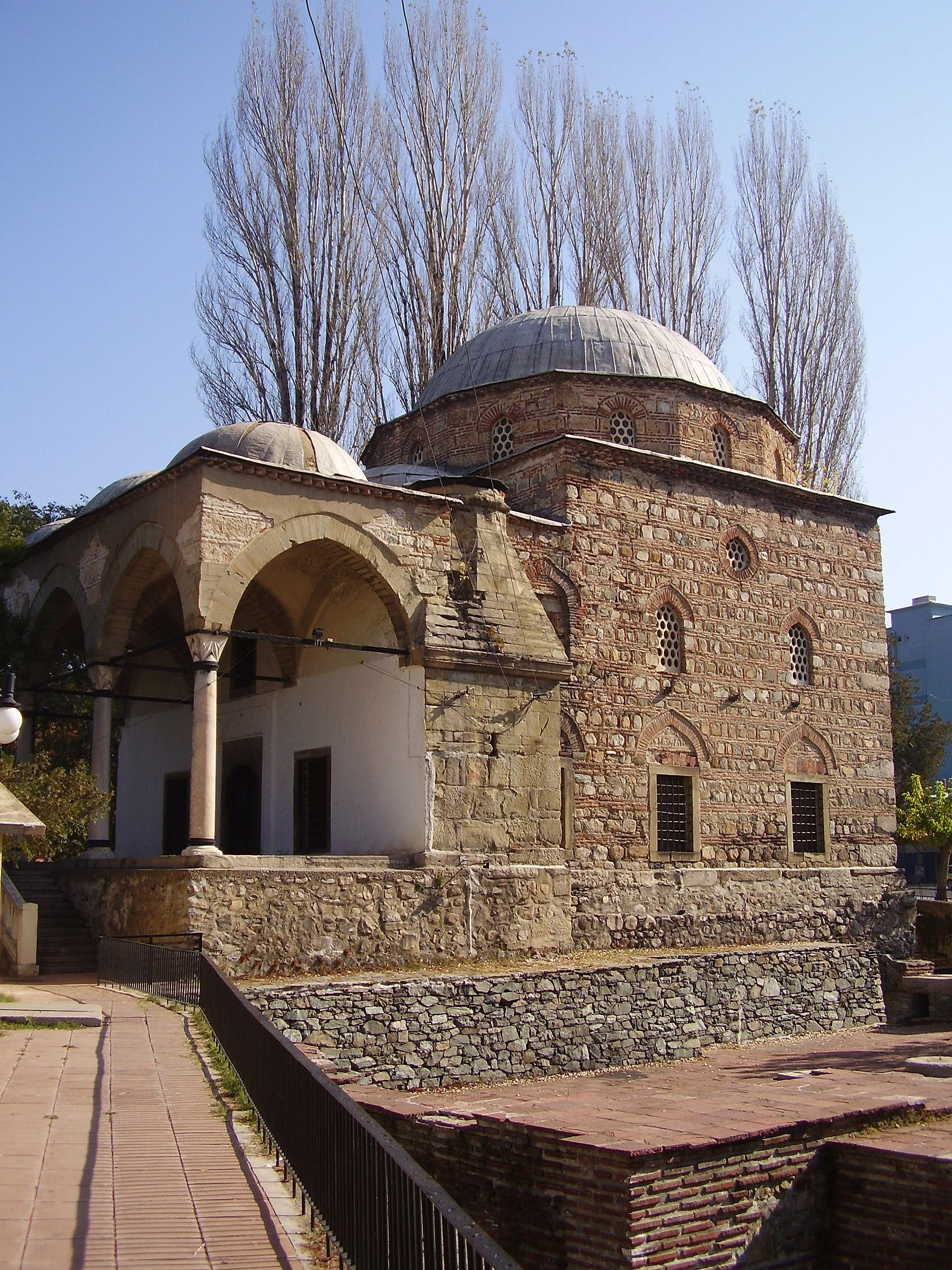
Eingangsbereich der Ahmed Bey Moschee in Kjustendil

Die Ahmed-Bey-Moschee (bulgarisch Ахмед бей джамия Ahmed bej dschamija, türkisch Ahmed Bey Camii) ist eine ehemalige Moschee in Bulgarien. Sie befindet sich in der Stadt Kjustendil im Südwesten des Landes und ist ein nationales Denkmal vom historischen Wert. Heute wird sie als Ausstellungssaal der Museen von Kjustendil genutzt.

## Lage
Die Moschee befindet sich an der Christo-Smirnenski-Straße im Zentrum von Kjustendil. Neben der Moschee wurden die Mauerreste einer römischen Therme freigelegt. In unmittelbarer Nähre befindet sich die Tschifte Banja, ein osmanischer Hammām, der 1489 von Sulejman Pascha erbaut wurde.

## Baugeschichte

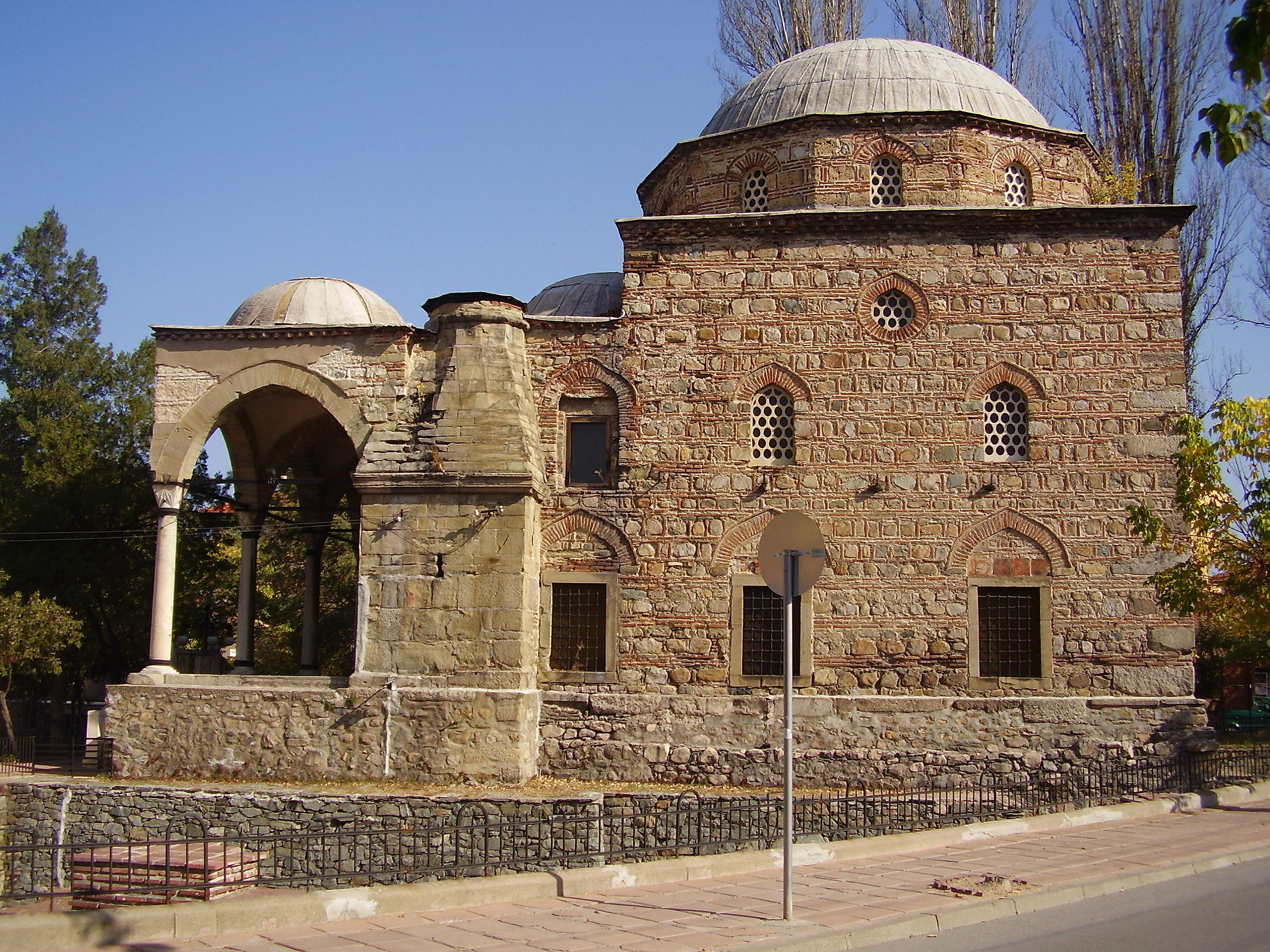
Ahmed-Bey-Moschee

Die Moschee wurde Mitte des 15. Jahrhunderts gebaut. Die Inschrift über den Eingang weist auf die Jahre 1734/35. Weitere zwei Inschriften auf der nordöstliche Fassade nennen die Jahre 1575 und 1577. Es wird jedoch angenommen, dass diese Daten für spätere Umbauten stehen. Weiter wird vermutet, dass die Moschee auf den Resten der mittelalterlichen Kirche Sweta Nedelja erbaut wurde.
Heute besteht die Moschee aus einem Zentralbau mit einer Kuppel. An der Frontfassade wurde ein Portikus (Säulengang) mit einem geneigten Dach errichtet, der mit drei kleineren Kuppeln überspannt ist. Die Fassaden wurden durch Spitzbogen über den Fenstern dekoriert. Die Wände der Moschee wurden aus kleinen Blocksteinen mit Mörtel errichtet und mit Ziegelsteine umfasst. Das Material zum Bau entstammt früheren Epochen. So wurden bei der Errichtung der Moschee dekorative Elemente, die typisch für die Architektur der Schule von Tarnowo, des Zweiten Bulgarenreich waren, wiederverwendet. Bis 1904 war das Minarett erhalten, das nach einem Erdbeben jedoch stark beschädigt und später entfernt wurde.
1968 wurde die Moschee zum nationalen Denkmal von historischem Wert erklärt.